# Тейшейра, Алекс
А́лекс Тейше́йра Са́нтос (порт.-браз. Alex Teixeira Santos; род. 6 января 1990, Дуки-ди-Кашиас, штат Рио-де-Жанейро, Бразилия) — бразильский футболист, атакующий полузащитник клуба «Васко да Гама».

## Клубная карьера
Алекс Тейшейра начал карьеру в молодёжном составе клуба «Дуки-ди-Кашиас». Когда ему было 10 лет, «Дуки» провёл товарищеский матч со сверстниками из клуба «Васко да Гама», который сразу после игры пригласил хавбека к себе. С 14-ти лет Алекс стал играть за самую юную из составов сборной Бразилии, чем привлёк внимание многих клубов. В начале 2006 года английский «Манчестер Юнайтед» предложил Алексу контракт, но «Васко» отказал европейской команде. В 2007 году другой английский клуб, «Челси», предложил за 50 % трансфера Алекса 4 млн евро, но также получил отказ.

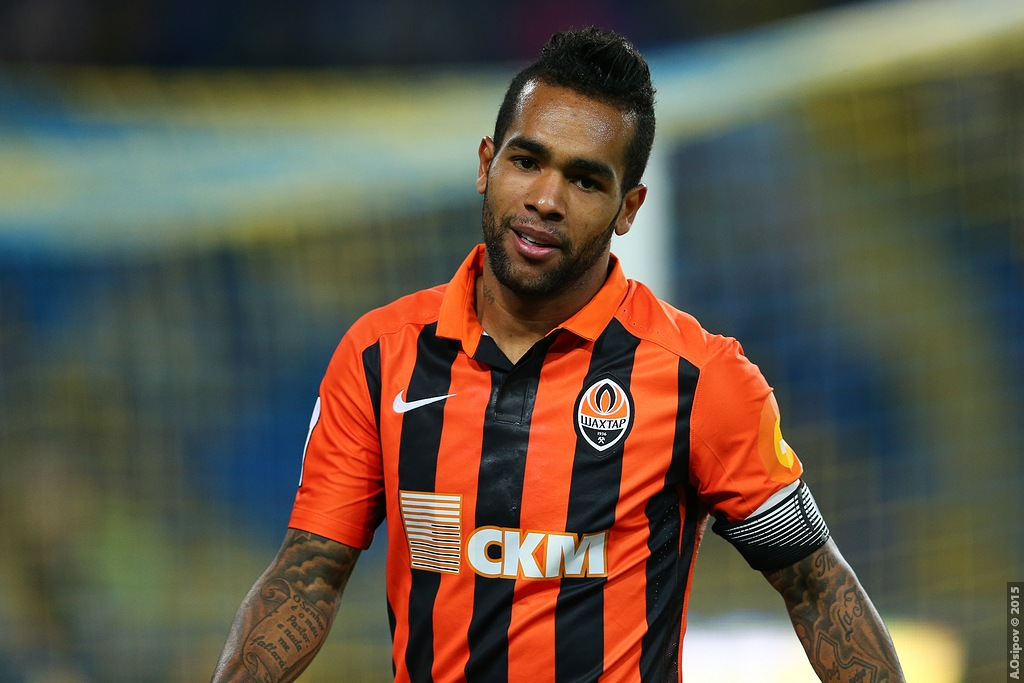
Алекс Тейшейра в составе донецкого «Шахтёра» в 2015 году

В январе 2008 года Алекс был переведён в основной состав клуба. 10 января Алекс сыграл первый матч с основным составом команды против «Гамбурга» на выставочном турнире в Дубае, где сделал голевую передачу. На том же турнире Алекс подписал 5-летний контракт с клубом с возможностью ухода за 100 миллионов бразильских реалов, или 39 миллионов евро. В сезоне-2009 «Васко», год назад вылетевший из бразильской Серии A, досрочно выиграл первенство в Серии B, чему поспособствовала, в том числе, игра Алекса Тейшейры.
21 декабря 2009 года Алекс подписал пятилетний контракт с украинским клубом «Шахтёр» из Донецка; сумма трансфера составила 6 млн евро.
5 февраля 2016 года «Шахтёр» официально объявил о переходе Тейшейры в китайский клуб «Цзянсу Сунин», трансферная стоимость футболиста составила 50 миллионов евро.
13 июля 2022, бразильский «Васко да Гама» объявил о возвращение Тейшейры с контрактом до конца года.

## Карьера в сборной
Выступал за сборные страны для игроков до 15 и до 17 лет. Чемпион Южной Америки в обеих возрастных группах (титулы выиграны в 2005 и 2007 году соответственно). Серебряный призёр молодёжного мирового первенства 2009 года (для игроков до 20 лет), забил на том турнире три гола, в финальном матче против Ганы не смог забить решающий послематчевый пенальти.

## Достижения

### Командные
«Васко да Гама»
- Чемпион Бразилии (Серия B): 2009

«Шахтёр»
- Чемпион Украины (5): 2009/10, 2010/11, 2011/12, 2012/13, 2013/14
- Серебряный призёр чемпионата Украины: 2014/15
- Обладатель Кубка Украины (3): 2010/11, 2011/2012, 2012/13
- Финалист Кубка Украины (2): 2013/14, 2014/15
- Обладатель Суперкубка Украины (3): 2010, 2012, 2013

«Цзянсу Сунин»
- Чемпион Китая: 2020
- Финалист Кубка Китая: 2016

### Личные
- Лучший бомбардир украинской Премьер-лиги (2): 2014/15, 2015/16
- Футболист года в чемпионате Украины: 2015
- Член бомбардирского Клуба Максима Шацких: 89 голов

## Статистика
| Выступление      | Выступление       | Выступление      | Лига | Лига | Кубки | Кубки | Еврокубки | Еврокубки | Остальные | Остальные | Итого | Итого |
| Клуб             | Лига              | Сезон            | Игры | Голы | Игры  | Голы  | Игры      | Голы      | Игры      | Голы      | Игры  | Голы  |
| ---------------- | ----------------- | ---------------- | ---- | ---- | ----- | ----- | --------- | --------- | --------- | --------- | ----- | ----- |
| Васко да Гама    | Серия A           | 2008             | 29   | 5    | 7     | 1     | 2         | 0         | 17        | 2         | 55    | 8     |
| Васко да Гама    | Серия A           | 2009             | 22   | 5    | 3     | 0     | 0         | 0         | 12        | 3         | 37    | 8     |
| Васко да Гама    | Итого             | Итого            | 51   | 10   | 10    | 1     | 2         | 0         | 29        | 5         | 92    | 16    |
| Шахтёр           | Чемпионат Украины | 2009/10          | 3    | 0    | 0     | 0     | 0         | 0         | 0         | 0         | 3     | 0     |
| Шахтёр           | Чемпионат Украины | 2010/11          | 26   | 5    | 4     | 1     | 8         | 0         | 1         | 0         | 39    | 6     |
| Шахтёр           | Чемпионат Украины | 2011/12          | 26   | 7    | 5     | 3     | 5         | 0         | 1         | 0         | 37    | 10    |
| Шахтёр           | Чемпионат Украины | 2012/13          | 27   | 10   | 5     | 4     | 8         | 2         | 1         | 0         | 41    | 16    |
| Шахтёр           | Чемпионат Украины | 2013/14          | 27   | 6    | 4     | 0     | 8         | 3         | 1         | 0         | 40    | 9     |
| Шахтёр           | Чемпионат Украины | 2014/15          | 22   | 17   | 7     | 2     | 8         | 3         | 0         | 0         | 37    | 22    |
| Шахтёр           | Чемпионат Украины | 2015/16          | 15   | 22   | 0     | 0     | 10        | 4         | 1         | 0         | 26    | 26    |
| Шахтёр           | Итого             | Итого            | 146  | 67   | 25    | 10    | 47        | 12        | 5         | 0         | 223   | 89    |
| Цзянсу Сунин     | Высшая лига       | 2016             | 28   | 11   | 7     | 6     | 6         | 2         | 1         | 0         | 42    | 19    |
| Цзянсу Сунин     | Высшая лига       | 2017             | 19   | 8    | 2     | 0     | 7         | 3         | 1         | 0         | 29    | 11    |
| Цзянсу Сунин     | Высшая лига       | 2018             | 28   | 13   | 3     | 2     | 0         | 0         | 0         | 0         | 31    | 15    |
| Цзянсу Сунин     | Высшая лига       | 2019             | 30   | 18   | 1     | 0     | 0         | 0         | 0         | 0         | 31    | 18    |
| Цзянсу Сунин     | Высшая лига       | 2020             | 14   | 7    | 1     | 0     | 5         | 3         | 0         | 0         | 20    | 10    |
| Цзянсу Сунин     | Итого             | Итого            | 119  | 57   | 14    | 8     | 18        | 8         | 2         | 0         | 153   | 73    |
| Всего за карьеру | Всего за карьеру  | Всего за карьеру | 316  | 134  | 49    | 19    | 67        | 20        | 36        | 5         | 468   | 178   |